# Junior Sambia
Salomon Sambia, född 7 september 1996, mer känd som Junior Sambia, är en fransk fotbollsspelare som spelar för Salernitana.

## Karriär
I augusti 2017 lånades Sambia ut av Niort till Montpellier på ett låneavtal över säsongen 2017/2018. Därefter värvades han av Montpellier genom en köpoption i låneavtalet.
Den 19 juli 2022 värvades Sambia av italienska Salernitana, där han skrev på ett fyraårskontrakt.